# Kanton Bletterans
Bletterans is een kanton van het Franse departement Jura. Het kanton maakt deel uit van de arrondissementen Lons-le-Saunier (38) en Dole (20).

## Gemeenten
Het kanton Bletterans omvatte tot 2014 de volgende 13 gemeenten:
- Arlay
- Bletterans (hoofdplaats)
- Chapelle-Voland
- Cosges
- Desnes
- Fontainebrux
- Larnaud
- Nance
- Quintigny
- Relans
- Les Repôts
- Ruffey-sur-Seille
- Villevieux

Bij de herindeling van de kantons door het decreet van 17 februari 2014 met uitwerking op 22 maart 2015 werden daar 47 gemeenten aan toegevoegd.
Op 1 januari 2016 werd de gemeente Saint-Germain-lès-Arlay toegevoegd aan de gemeente Arlay die daarmee het statuut van 'commune nouvelle' kreeg.
Eveneens op 1 januari 2016 werden de gemeenten Vincent en Froideville samengevoegd tot de fusiegemeente (commune nouvelle) Vincent-Froideville.
Nadat op 1 januari 2019 de gemeente Bréry werd toegevoegd aan de gemeente Domblans in het kanton Poligny, werd deze bij decreet van 5 maart 2020 overgeheveld naar kanton Poligny.
Sindsdien omvat het kanton volgende 58 gemeenten: 
- Abergement-le-Petit
- Arlay
- Aumont
- Barretaine
- Bersaillin
- Biefmorin
- Bletterans
- Bois-de-Gand
- Brainans
- Champrougier
- Chapelle-Voland
- La Charme
- La Chassagne
- Le Chateley
- Chaumergy
- La Chaux-en-Bresse
- Chemenot
- Chêne-Sec
- Colonne
- Commenailles
- Cosges
- Darbonnay
- Desnes
- Les Deux-Fays
- Fontainebrux
- Foulenay
- Francheville
- Grozon
- Larnaud
- Lombard
- Mantry
- Miéry
- Monay
- Montholier
- Nance
- Neuvilley
- Oussières
- Passenans
- Plasne
- Quintigny
- Recanoz
- Relans
- Les Repôts
- Ruffey-sur-Seille
- Rye
- Saint-Lamain
- Saint-Lothain
- Sellières
- Sergenaux
- Sergenon
- Toulouse-le-Château
- Tourmont
- Vers-sous-Sellières
- Villerserine
- Villers-les-Bois
- Villevieux
- Le Villey
- Vincent-Froideville